# Франклин (тауншип, Миннесота)
Франклин (англ. Franklin) — тауншип в округе Райт, Миннесота, США. На 2000 год его население составило 2774 человека.

## География
По данным Бюро переписи населения США площадь тауншипа составляет 113,8 км², из которых 110,9 км² занимает суша, а 2,8 км² — вода (2,48 %).

## Демография
По данным переписи населения 2000 года здесь находились 2774 человека, 889 домохозяйств и 784 семьи.  Плотность населения —  25,0 чел./км².  На территории тауншипа расположено 907 построек со средней плотностью 8,2 построек на один квадратный километр. Расовый состав населения: 98,63 % белых, 0,11 % афроамериканцев, 0,32 % коренных американцев, 0,58 % азиатов, 0,04 % c Тихоокеанских островов, 0,14 % — других рас США и 0,18 % приходится на две или более других рас. Испанцы или латиноамериканцы любой расы составляли 0,83 % от популяции тауншипа.
Из 889 домохозяйств в 40,3 % воспитывались дети до 18 лет, в 81,0 % проживали супружеские пары, в 3,8 % проживали незамужние женщины и в 11,7 % домохозяйств проживали несемейные люди. 8,1 % домохозяйств состояли из одного человека, при том 2,8 % из — одиноких пожилых людей старше 65 лет. Средний размер домохозяйства — 3,05, а семьи — 3,25 человека.
27,4 % населения — младше 18 лет, 7,1 % — в возрасте от 18 до 24 лет, 27,6 % — от 25 до 44, 27,3 % — от 45 до 64, и 10,6 % — старше 65 лет. Средний возраст — 39 лет. На каждые 100 женщин приходилось 106,6 мужчин.  На каждые 100 женщин старше 18 приходилось 102,6 мужчин.
Средний годовой доход домохозяйства составлял 68 750 долларов, а средний годовой доход семьи —  71 321 доллар. Средний доход мужчин —  40 662  доллара, в то время как у женщин — 32 117. Доход на душу населения составил 27 429 долларов. За чертой бедности находились 1,4 % семей и 1,7 % всего населения тауншипа, из которых 0,4 % младше 18 и 8,1 % старше 65 лет.